# Sidney Toledano
Pour les articles homonymes, voir Toledano (homonymie).
Sidney Toledano, né le 25 juillet 1951 à Casablanca, au Maroc, est président-directeur général de LVMH Fashion Group depuis février 2018 jusqu'en janvier 2024. 

## Famille
Sidney Toledano est le fils de Boris Toledano, ex-industriel et président de la communauté juive de Casablanca, et d'Inès Benezra. Il a épousé le 3 juillet 1981 Katia Assous. Ils ont trois enfants.

## Formation et carrière
Diplômé en 1976 de l'École centrale Paris, où il s'intéresse particulièrement aux mathématiques appliquées, il entre comme conseiller en marketing chez Nielsen International, qui l’envoie quelque temps au Brésil. Il rejoint Kickers en 1982 où il occupe le poste de secrétaire général puis en 1984, il devient directeur général chez Lancel. 
Il quitte Lancel en 1993, invité par Bernard Arnault à rejoindre Christian Dior Couture, pour y développer la maroquinerie. Il en devient, dès 1998, président-directeur général, et est par ailleurs directeur général et administrateur de Christian Dior S.A. et président de la société John Galliano.
En février 2018, il est nommé président-directeur général de LVMH Fashion Group, un pôle qui regroupe plusieurs marques prestigieuses (Dior, Givenchy, Emilio Pucci, Marc Jacobs, Nicholas Kirkwood, Celine, Loewe, Kenzo, Rossimoda ou Patou),. Il est remplacé à ce poste en 2024 par Michael Burke.  
Il est membre du comité exécutif de LVMH. 

## Organisations et distinctions
Il est vice-président et administrateur de l’Institut français de la mode et du comité Colbert. Il est membre du comité de direction de la Chambre syndicale de la haute couture et du comité exécutif de la Fédération française de la couture. Il a présidé la Chambre syndicale de la mode masculine de 2014 à 2019.
Il est chevalier dans l'ordre national de la Légion d'honneur et officier dans l'ordre national du Mérite. Il a également été décoré du Wissam Al-Arch au grade d'officier par le roi Mohammed VI du Maroc en 2007.